# Changle (Weifang)
Der Kreis Changle (chinesisch 昌乐县, Pinyin Chānglè Xiàn) ist ein Kreis in der chinesischen Provinz Shandong. Er gehört zum Verwaltungsgebiet der bezirksfreien Stadt Weifang. Changle hat eine Fläche von 1.101 km² und zählt 615.910 Einwohner (Stand: Zensus 2010).

## Administrative Gliederung
Auf Gemeindeebene setzt sich der Kreis aus fünf Straßenvierteln und vier Großgemeinden zusammen.

## Geschichte
Changle war das Epizentrum des Erdbeben von Zhucheng und Changle in Shandong 70 v. Chr., das schwere Schäden verursachte und rund 6.000 Todesopfer forderte.